# Erwin Wilkins
Robert Erwin Wilkins (* 14. Juni 1868 auf dem Rittergut Hornow bei Spremberg; † 8. Januar 1940 ebenda) war ein deutscher Verwaltungsbeamter und Rittergutsbesitzer.

## Leben

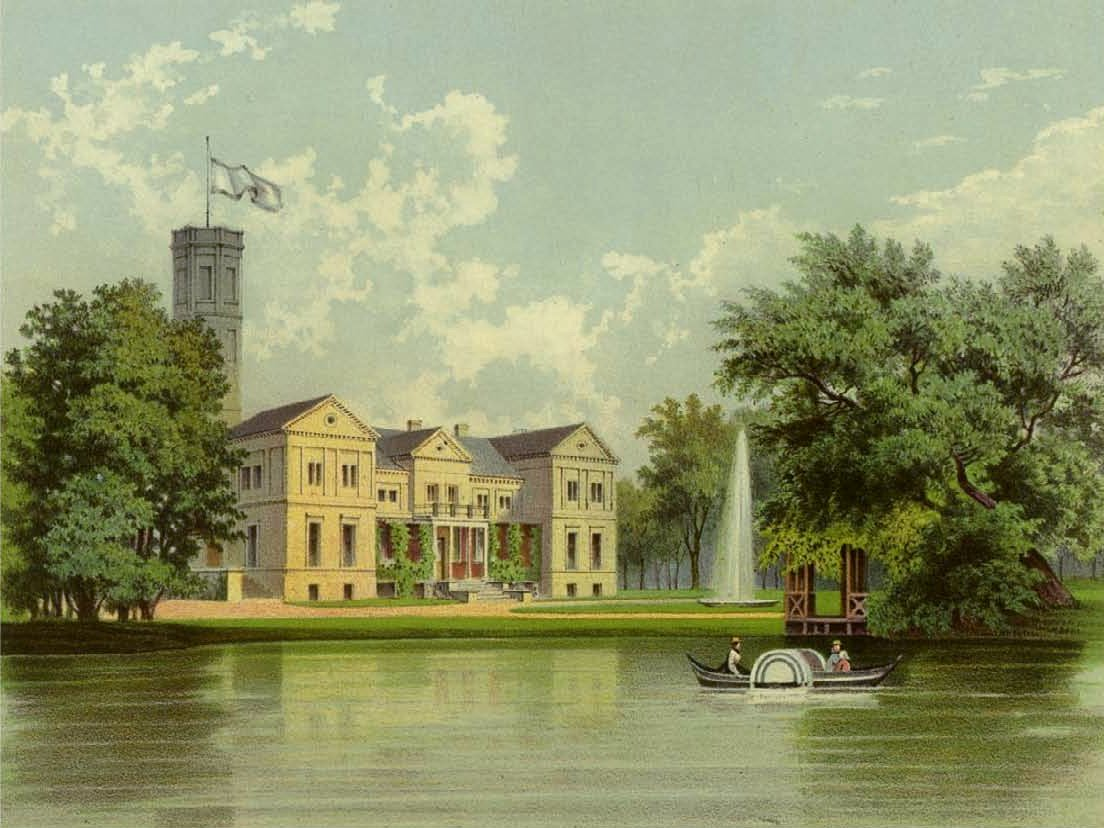
Herrenhaus Hornow, Sammlung Alexander Duncker

Erwin Wilkins studierte an den Universitäten Bonn und Heidelberg Rechtswissenschaften. 1889 wurde er Mitglied des Corps Palatia Bonn. Noch im gleichen Jahr schloss er sich dem Corps Guestphalia Heidelberg an. Nach Abschluss des Studiums und Promotion zum Dr. jur. trat er in den preußischen Staatsdienst ein. 
Wilkins war von 1901 bis 1919 Landrat des Landkreises Spremberg (Lausitz). Er wurde zum Geheimen Regierungsrat ernannt. Er war Besitzer des Rittergutes Hornow, auf dem er bis zu seinem Tod lebte.